# つくばみらい市
つくばみらい市（つくばみらいし）は、茨城県の県南地域に位置する市。2006年（平成18年）に伊奈町と谷和原村が合併して発足した。東京都市圏（東京通勤圏）。

## 概要

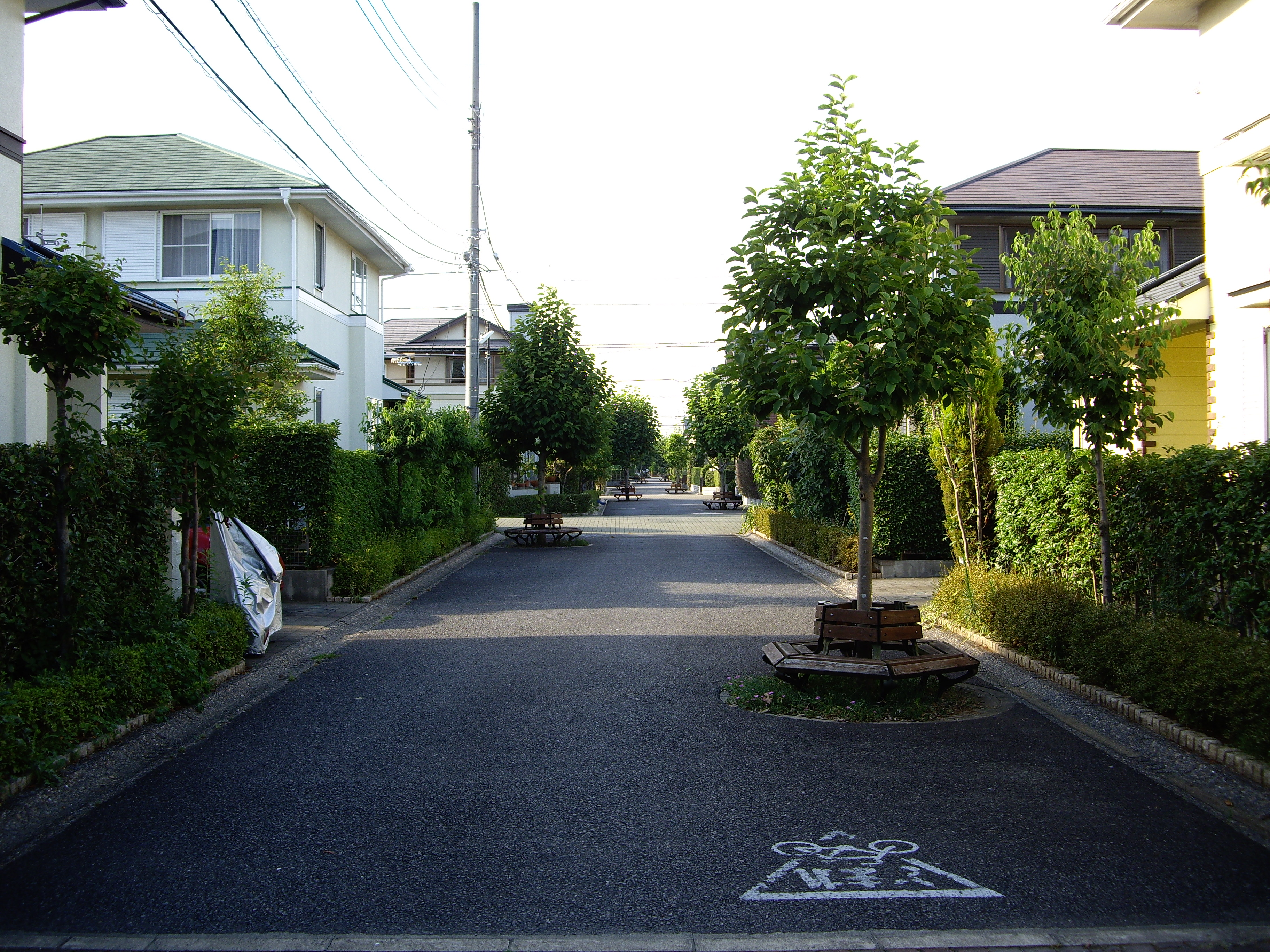
絹の台（常総ニュータウン）

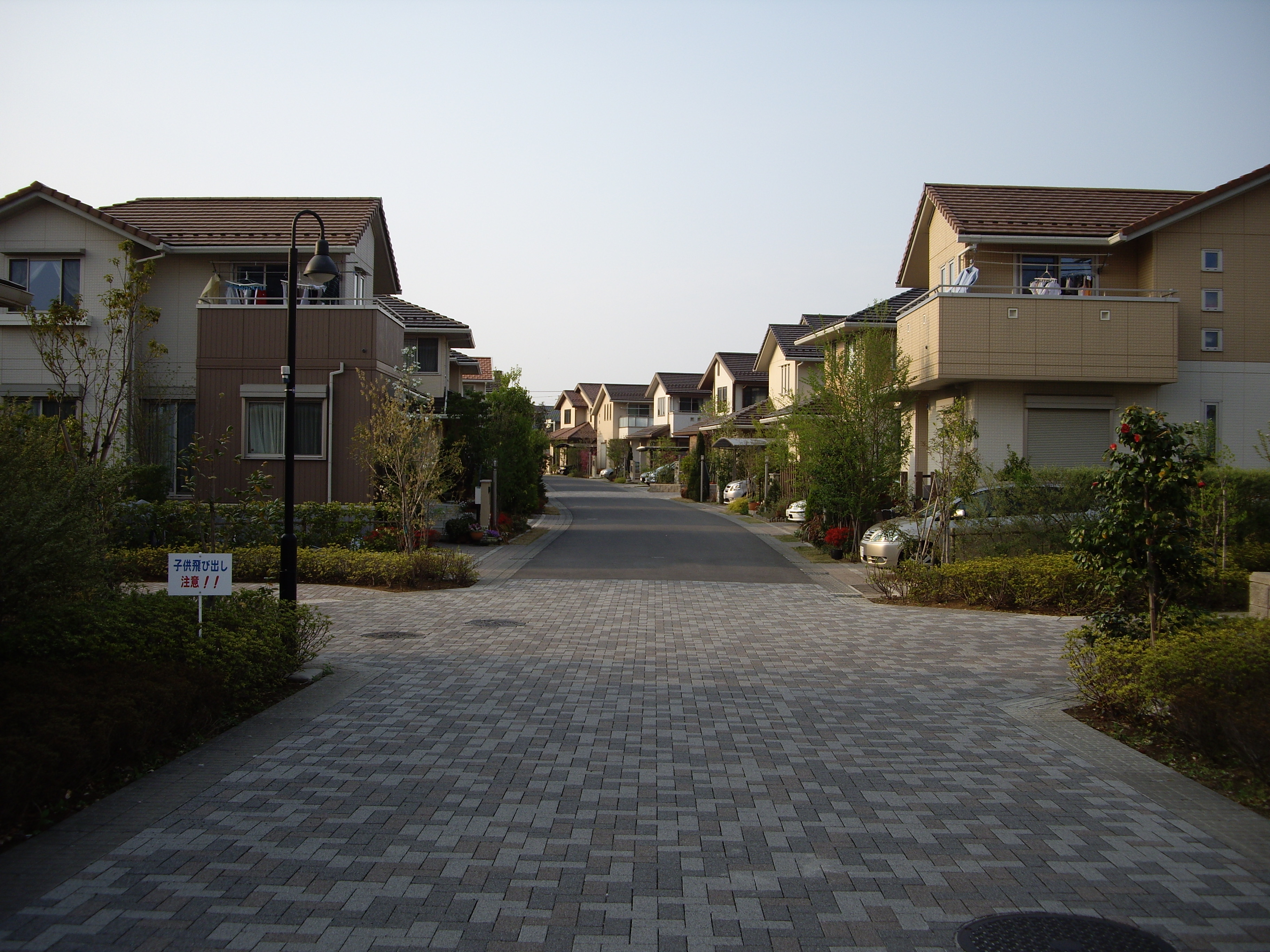
陽光台

市域の大部分が、江戸時代に関東郡代伊奈忠治によって開発された｢谷原領3万石｣と呼ばれた場所で、かつては純農村だった。1960年代以降伊奈地区より住宅開発が始まり、1980年代以降になると常磐自動車道の開通、常総ニュータウン絹の台等の造成が行われ、東京都区部のベッドタウンとしての側面も色濃く持つようになる。2005年（平成17年）の首都圏新都市鉄道つくばエクスプレス開業後はさらにその傾向が強まり、現在もみらい平駅周辺を中心に開発が行われている。

## 地理
東京都心から約40キロメートル（km）に位置する。市内の標高は約5 - 25メートル（m）。市内には鬼怒川・小貝川が流れ、小貝川の東岸に位置する広大な低地部は｢谷原領3万石｣と呼ばれた水田地帯となっている。東部や西部は常総台地の一部である丘陵地で、ニュータウンが広がっているほか、畑や森林も多く残る。また、北部の国道354号沿道周辺には工業団地が立地している。

### 地区
合併前の旧伊奈町が伊奈地区・旧谷和原村地区が谷和原地区と呼ばれ、さらに小学校の学区で分けられている。みらい平地区はつくばエクスプレス沿線開発に伴い開発が行われている新しい地区で、旧伊奈町と谷和原村に跨るために学区とは関係なく1つの地区となっている。

#### 伊奈地区
（旧伊奈町の区域）
- 小張地区 - 小張・谷口・奉社・市野深・新戸・小島新田・善助新田
- 豊地区 - 豊体・青古新田・青木・長渡呂・長渡呂新田・狸渕・弥柳・福田・市野深（一部）
- 三島地区 - 下島・伊丹・神住新田・山王新田・中島・上島・福原・戸崎・戸茂・南太田（久保行政区）・伊丹（根柄行政区）
- 東地区 - 足高・東栗山・城中・神生・神住新田（一部）・伊丹（一部）
- 谷井田地区 - 谷井田・山谷・上平柳・中平柳・下平柳
- 板橋地区 - 板橋・南太田・伊奈東・高岡・狸穴・大和田・野堀・武兵衛新田・重右衛門新田・小張（一部）

#### 谷和原地区
（旧谷和原村の区域）
- 福岡地区 - 福岡・台・福岡台入会地・南・中原（旧伊左衛門新田）・坂野新田・仁左衛門新田・北山
- 小絹地区 - 細代・ 寺畑・ 杉下・小絹・筒戸・平沼・絹の台・西ノ台・西ノ台南
- 十和地区 - 上長沼・押砂・日川・田村（旧田）・真木・下長沼・十和・北袋・樛木・箕輪
- 谷原地区 - 東楢戸・西楢戸・東西楢戸入会地・西丸山・古川・成瀬・加藤・上小目・宮戸・下小目・川崎・鬼長

#### みらい平地区
（伊奈・谷和原丘陵部・みらい平駅周辺開発計画区域）
- みらい平地区 - 陽光台・紫峰ヶ丘・富士見ヶ丘

### 隣接している自治体
- つくば市
- 守谷市

- 取手市
- 常総市

- 龍ケ崎市

## 歴史

### 年表
- 1889年（明治22年）4月1日 市町村制度施行により現在の市域にあたる以下の村が発足。
  - 筑波郡三島村・谷井田村・豊村・小張村・板橋村・久賀村・鹿島村・十和村・福岡村・北相馬郡長崎村・小絹村
- 1913年（大正2年）11月1日 常総鉄道（現在の関東鉄道常総線） 取手 - 下館間開業。小絹駅設置。
- 1981年（昭和56年）4月27日 常磐自動車道柏IC - 谷田部IC開通、谷和原IC設置。
- 1989年（平成元年）7月30日 常総ニュータウン絹の台街開き。
- 2000年（平成12年）4月21日 町立（現在は市立）歴史公園 ワープステーション江戸オープン。
- 2005年（平成17年）8月24日 首都圏新都市鉄道つくばエクスプレス開業。みらい平駅設置。
- 2006年（平成18年）3月27日 筑波郡伊奈町と同郡谷和原村が合併・市制施行し、つくばみらい市が発足。同時に筑波郡も消滅した。

### 市名の由来
1954年（昭和29年）の伊奈村、1955年（昭和30年）の谷和原村成立以降、市内全域が筑波郡となっていたこと、つくばエクスプレスの駅名「みらい平」に由来している。地名や方角に関係のない「みらい」もしくは「未来」という言葉を用いて称されたことは過去に例がなく、「みらい」という部分が入った稀な市名となっている。県内では4番目のひらがな市名で、「つくばみらい」は、同じ県内のかすみがうら市、鹿児島県のいちき串木野市と並んで、日本一文字数の多い（6文字）市名である。
いわゆる「平成の大合併」で成立した市は、「親しみやすい」「柔らかなイメージを持たせる」などを理由としてひらがな市名が増えた時期であるが、市名決定に至るまで県内で最も議論を呼んだと言われる。
- 市名は住民アンケートを基準として候補を選出し、合併協議会委員の投票によって決められた。ただし、住民アンケートで「つくばみらい」の名を書いた票は谷和原村分の36票のみ、一番投票の多かった市名の2割にも満たなかった。また、2005年（平成17年）1月末に行われた伊奈町・谷和原村の住民アンケート結果は、1.みらい、2.つくばみらい、3.みらい平、4.南つくば、5.南筑波、であった。
- 2005年2月19日の市名決定の合併協議会当日、その席上で「みらい」「みらい平」「小貝」「南つくば」「筑波みらい」の五つの市名候補が発表された。
- なお、前日の2005年2月18日に谷和原村議会が臨時会を開催し、発表前の新市名候補「つくばみらい」を推すことを全会一致で決議した。このことを谷和原村側委員が合併協議会席上で発表して「つくばみらい」を強硬に主張したことから協議会は紛糾した。2度の休憩を挟んで最終的には2度目の休憩中、公開の場でない別室で飯島善伊奈町長・鈴木亮寛谷和原村長の間で「手打ち」のような形で市名が決定した。その話し合いは21分にも満たない非常に短い協議だったため、反対の署名まであった。市名候補を選出する小委員会の委員長が谷和原村議会議長を兼ねており、またこの際の紛糾の様子が合併協議会議事録から一部削除・改変されている。[要出典]

## 人口
| |                                                |  |
| つくばみらい市と全国の年齢別人口分布（2005年） | つくばみらい市の年齢・男女別人口分布（2005年） |  |
| ■紫色 ― つくばみらい市 ■緑色 ― 日本全国 | ■青色 ― 男性 ■赤色 ― 女性                      |  |
| つくばみらい市（に相当する地域）の人口の推移 \| 1970年（昭和45年） \| 21,072人 \| \| \| 1975年（昭和50年） \| 25,402人 \| \| \| 1980年（昭和55年） \| 32,917人 \| \| \| 1985年（昭和60年） \| 36,776人 \| \| \| 1990年（平成2年） \| 38,537人 \| \| \| 1995年（平成7年） \| 40,495人 \| \| \| 2000年（平成12年） \| 40,532人 \| \| \| 2005年（平成17年） \| 40,174人 \| \| \| 2010年（平成22年） \| 44,461人 \| \| \| 2015年（平成27年） \| 49,136人 \| \| \| 2020年（令和2年） \| 49,872人 \| \| |                                                |  |
| 総務省統計局 国勢調査より |                                                |  |
| 1970年（昭和45年） | 21,072人                                       |  |
| 1975年（昭和50年） | 25,402人                                       |  |
| 1980年（昭和55年） | 32,917人                                       |  |
| 1985年（昭和60年） | 36,776人                                       |  |
| 1990年（平成2年） | 38,537人                                       |  |
| 1995年（平成7年） | 40,495人                                       |  |
| 2000年（平成12年） | 40,532人                                       |  |
| 2005年（平成17年） | 40,174人                                       |  |
| 2010年（平成22年） | 44,461人                                       |  |
| 2015年（平成27年） | 49,136人                                       |  |
| 2020年（令和2年） | 49,872人                                       |  |

## 行政

### 市長
- 小田川浩（2018年5月14日就任、2期目）

#### 歴代市長
| 代   | 氏名     | 就任年             | 退任年             | 備考                                            |
| ---- | -------- | ------------------ | ------------------ | ----------------------------------------------- |
| 初代 | 飯島善   | 2006年（平成18年） | 2010年（平成22年） | 旧伊奈町の町長を4期務め、市長職務執行者も務めた |
| 2代  | 片庭正雄 | 2010年（平成22年） | 2018年（平成30年） |                                                 |
| 3代  | 小田川浩 | 2018年（平成30年） | 現職               |                                                 |

#### 市長選
| 当落 | 得票数 | 候補者   | 党派   | 市長歴 | 立候補時の役職等                 |
| ---- | ------ | -------- | ------ | ------ | -------------------------------- |
| 当   | 8,689  | 飯島善   | 無所属 | 新     | 市長職務執行者・前旧伊奈町長     |
|      | 5,187  | 片庭正雄 | 無所属 | 新     | 元参議院議員秘書                 |
|      | 5,133  | 篠塚皓男 | 無所属 | 新     | 前市議会議員・元旧伊奈町議会議員 |

| 当落 | 得票数 | 候補者   | 党派   | 市長歴   | 立候補時の役職等 |
| ---- | ------ | -------- | ------ | -------- | ---------------- |
| 当   | 8,194  | 片庭正雄 | 無所属 | 新（再） | 元参議院議員秘書 |
|      | 5,769  | 岡田伊生 | 無所属 | 新       | 前市議会議員     |
|      | 5,530  | 直井誠巳 | 無所属 | 新       | 前市議会議員     |

| 当落 | 得票数 | 候補者   | 党派   | 市長歴 | 立候補時の役職等 |
| ---- | ------ | -------- | ------ | ------ | ---------------- |
| 当   | 9,508  | 片庭正雄 | 無所属 | 現     | 市長             |
|      | 8,431  | 中島五郎 | 無所属 | 新     | 前市議会議員     |

| 当落 | 得票数 | 候補者   | 党派   | 市長歴 | 立候補時の役職等 |
| ---- | ------ | -------- | ------ | ------ | ---------------- |
| 当   | 12,608 | 小田川浩 | 無所属 | 新     | 前市議会議員     |
|      | 7,581  | 片庭正雄 | 無所属 | 現     | 市長             |

| 当落 | 得票数     | 候補者   | 党派   | 市長歴 | 立候補時の役職等 |
| ---- | ---------- | -------- | ------ | ------ | ---------------- |
| 当   | 無投票当選 | 小田川浩 | 無所属 | 現     | 市長             |

### 財政
- 2008年度（平成20年度）は137億6,450万円の一般会計予算が組まれており、歳入の約44%が市税、約14%が国からの地方交付税による。一般会計からの支出は民生費が最も多くを占め、ついで土木費、教育費、総務費と続く。また、同年度は8つの特別会計で106億6,662万6,000円の予算が組まれている。
- 負債については、2006年度（平成18年度）末時点で、地方債現在高比率142.0%（県内ワースト32）、実質的な債務残高比率158.1%（県内ワースト35）、将来にわたる財政負担比率126.8%（県内ワースト33）と、近隣自治体よりも比較的健全であるといえる。その一方で、経常収支比率（支出に占める経常的な経費にかかる割合）が97.5%（県内ワースト3）と、近隣と比較して財政運営の硬直化が急速に進んでいる。旧伊奈町、旧谷和原村とも基幹産業や財源基盤に乏しかったことや、近年の三位一体の改革の影響により国からの地方交付税の減額などを受けて、合併により増加した経常的な経費に見合う財源の確保に苦慮している。

### 市役所庁舎
つくばみらい市は本所機能を分散させた分庁舎方式を採用している。各庁舎で担当の課が異なる。詳細はつくばみらい市役所のページを参照。
- つくばみらい市役所
  - 伊奈庁舎 - 福田195番地（※市役所所在地）
  - 谷和原庁舎 - 加藤237番地
  - みらい平市民センター - 陽光台3丁目9番地1

#### 上下水道
- 上下水道課 - 谷和原庁舎内

ただし、下水道は伊奈地区の一部は下記の取手地方広域下水道組合の管轄

#### 給食センター
- つくばみらい市学校給食センター - つくばみらい市中原11

### 公的機関

#### 消防
- 常総広域消防 - 広域事務組合に属する広域消防で、常総市（旧水海道市地区）・守谷市・つくばみらい市が管轄地域である。
  - つくばみらい消防署 - 福田759番地
  - つくばみらい消防署谷和原出張所 - 加藤507番地2
  - つくばみらい消防署東部出張所 - 台628番地4
    - つくばみらい市消防団 - 第1分団〜第11分団

#### 警察
- 常総警察署 - 常総市にある警察署。管轄は常総市と当市である。
  - 伊奈地区交番 - 福原230番地4。県道19号取手つくば線沿いに位置する。
  - みらい平駅前交番 - 陽光台一丁目1番地1。つくばエクスプレスみらい平駅前に位置する。
  - 絹の台駐在所 - 絹の台三丁目1番地1。常総ニュータウン絹の台内、絹の台桜公園付近に位置する。

旧伊奈町域は、つくばみらい市新設に合わせてつくば中央警察署から常総警察署に移管された。

#### 管轄広域事務組合
- 常総地方広域市町村圏事務組合

常総市・取手市・守谷市・つくばみらい市のごみ処理などを行っている。守谷市に組合運営の常総環境センター（ごみ処理施設）・組合事務所・常総運動公園が設置されている。
- 取手地方広域下水道組合

取手市・つくばみらい市伊奈地区の一部の下水道処理を行っている。
- 常総衛生組合

常総市・坂東市・守谷市・つくばみらい市のし尿処理を行っている。
- 取手市外二市火葬場組合

取手市・守谷市・つくばみらい市で斎場の運営を行っている。
- 利根川水系県南水防事務組合

牛久市・つくば市・取手市・龍ケ崎市・つくばみらい市の広域的な水防事務を行っている。
- 茨城県市町村総合事務組合

県内市町村の職員退職手当の管理や県民交通災害共済事業等の事務を行っている。
- 茨城租税債権管理機構

県内市町村の一部の市税徴収代行事務を行っている。

## 議会

### 県議会
- 選挙区：つくばみらい市選挙区
- 定数：1人
- 任期：2023年1月8日 - 2027年1月7日
- 投票日：2022年12月11日
- 当日有権者数：42,299人
- 投票率：34.19%

| 候補者名 | 当落 | 年齢 | 所属党派   | 新旧別 | 得票数  |
| -------- | ---- | ---- | ---------- | ------ | ------- |
| 横田透   | 当   | 49   | 無所属     | 新     | 8,489票 |
| 山野井浩 | 落   | 66   | 自由民主党 | 現     | 5,779票 |

### 衆議院
- 選挙区：茨城6区（土浦市、石岡市、つくば市、かすみがうら市、つくばみらい市、小美玉市（旧玉里村域））
- 任期：2021年10月31日 - 2025年10月30日
- 当日有権者数：454,712人
- 投票率：53.62%

| 当落 | 候補者名 | 年齢 | 所属党派   | 新旧別 | 得票数    | 重複 |
| ---- | -------- | ---- | ---------- | ------ | --------- | ---- |
| 当   | 国光文乃 | 42   | 自由民主党 | 前     | 125,703票 | ○    |
| 比当 | 青山大人 | 42   | 立憲民主党 | 前     | 113,570票 | ○    |

## 友好都市・提携都市

### 国内
- 伊奈町（埼玉県）: 2013年1月17日　友好都市提携
  - 旧伊奈町の町名の由来である伊奈忠治公の父の伊奈忠次が町名の由来であり、両市町ともにゆかりの地であることから友好都市を締結。
  - なお、2021年（令和3年）10月22日、つくばみらい市、埼玉県伊奈町に埼玉県川口市を加えた2市1町で「伊奈氏ゆかりの地」歴史・文化的交流に関する協定を締結した[7]。
- 香取市（千葉県）: 2018年1月19日　友好都市提携
  - 旧伊奈町出身の間宮林蔵と香取市出身の伊能忠敬が測量技術や家族ぐるみでの友好関係を築いていたことから友好都市を締結。

### 海外
- - カルカル市（フィリピン共和国）
- - 桃園市（台湾）

## 文化・体育施設

### 公民館
- 伊奈公民館 - 福田195番地
- 谷和原公民館 - 古川1025番地

### コミュニティセンター
- 谷井田コミュニティセンター - 谷井田1960番地
- 板橋コミュニティセンター - 板橋2675番地1
- 小絹コミュニティセンター - 小絹848番地
- みらい平コミュニティセンター - 紫峰ヶ丘四丁目4番地1

### 図書館
- つくばみらい市立図書館 - 福田623番地
  - つくばみらい市立図書館小絹分館（小絹コミュニティセンター内）
  - つくばみらい市立図書館みらい平分館（みらい平コミュニティセンター内）

### 体育施設
- 総合運動公園 - 小張1770番地
- 城山運動公園 - 田村66番地1
- 古川テニスコート - 古川1027番地
- 谷和原武道館 - 古川953番地11

## 経済

### 特産品
- 太郎兵衛煎餅
- コシヒカリ
- 黒豆・緑豆
- 巨峰
- みつば

### 主な企業
- 山野井精機株式会社
- フォージテックカワベ株式会社
- 大久保熨斗吉商店
- 十和運送株式会社
- 斉藤商店
- 関東機材株式会社
- 大和陸運倉庫株式会社

他に、市外に本社のある企業の事業所として
- パナホーム筑波工場
- クボタ筑波工場
- SMC筑波技術センター
- 不二製油筑波研究開発センター
- トーソーつくば事業場
- アシックス関東つくば配送センター
- 高砂熱学イノベーションセンター

などがある。

### 商業施設
- ピアシティみらい平
- ピアシティ富士見ヶ丘
- KASUMI
  - FOOD SQUAREみらい平駅前店（ピアシティみらい平内）- 陽光台一丁目14番地1
  - 谷井田店 - 谷井田1244番地1
  - 富士見ヶ丘店（ピアシティ富士見ヶ丘内） - 富士見ヶ丘1丁目1番地
- TORISENみらい平店 - 紫峰ヶ丘一丁目2番地5
- ヨークベニマルつくばみらい店 - 絹の台六丁目20番地1
- 業務スーパーつくばみらい店 - 富士見ヶ丘一丁目28番地4
- ドラッグクラモチ谷和原店 - 小絹925番地3
- ウエルシア
  - みらい平駅前店（ピアシティみらい平内） - 陽光台一丁目14番地1
  - つくばみらい伊奈店 - 谷井田1332番地
- クリエイトエス・ディーつくばみらい店 - 絹の台一丁目6番地1
- ツルハドラッグ富士見ヶ丘店 - 富士見ヶ丘一丁目28番地4
- ドラッグストアセキ富士見ヶ丘店（ピアシティ富士見ヶ丘内） -  富士見ヶ丘1丁目1番地
- ケーズデンキつくばみらい店 - 小絹708番地1
- ヤマダデンキテックランドNewつくばみらい店 - 筒戸2189番地1
- DCMホーマックつくばみらい店 - 絹の台六丁目20番地1
- しまむら
  - 伊奈店 - 谷井田1335番地
  - 谷和原店 - 小絹910番地
- ジェームス谷和原インター店 - 小絹165番地1
- サンキ小絹店 - 小絹1429番地

2015年時点で、市としては関東で唯一の、本屋のない自治体である。過去には小絹駅前に書店があったが、つくばエクスプレス開業の影響で守谷や取手、秋葉原等に人を取られて廃業になった。

### 郵便
- 伊奈郵便局（集配局）- 板橋2788番地
- 谷井田郵便局 - 谷井田1535番地3
- 谷和原郵便局（集配局）- 古川1067番地2
- 小絹郵便局 - 小絹1219番地1
- 福岡郵便局 - 福岡1439番地5
- みらい平郵便局 - 陽光台3丁目9番地1[9]

### 銀行
- 常陽銀行
  - 伊奈支店 - 谷井田2215番地2
  - みらい平支店 - 陽光台一丁目13番地2
- 筑波銀行
  - 伊奈支店 - 谷井田947番地1（伊奈板橋支店併設）
  - みらい平支店 - 紫峰ヶ丘一丁目2番地5

### 農業協同組合
- 茨城みなみ農業協同組合本店
  - 伊奈中央支店 - 谷井田1942番地
  - 板橋支店 - 板橋2037番地
  - 谷和原支店 - 加藤244番地3
  - 十和支店 - 箕輪256番地

### 信用組合
- 茨城県信用組合伊奈支店 - 谷井田501番地8

## 教育

### 高等学校
- 茨城県立伊奈高等学校

### 中等教育学校
- 開智望中等教育学校

### 中学校
- つくばみらい市立伊奈中学校
- つくばみらい市立伊奈東中学校
- つくばみらい市立谷和原中学校
- つくばみらい市立小絹中学校

### 小学校
- つくばみらい市立伊奈東小学校
- つくばみらい市立小張小学校
- つくばみらい市立伊奈小学校
- つくばみらい市立豊小学校
- つくばみらい市立小絹小学校

- つくばみらい市立谷和原小学校
- つくばみらい市立福岡小学校
- つくばみらい市立陽光台小学校
- つくばみらい市立富士見ヶ丘小学校

私立
- 開智望小学校

閉校した小学校
- つくばみらい市立東小学校
- つくばみらい市立三島小学校
- つくばみらい市立十和小学校

### 幼稚園
- つくばみらい市立すみれ幼稚園
- つくばみらい市立谷和原幼稚園
- つくばみらい市立わかくさ幼稚園

私立
- 絹ふたば文化幼稚園
- みらい平ふたばランド（認定こども園）
- ルンビニー学園（認定こども園）

### 特別支援学校
- 県立伊奈特別支援学校

## 健康・医療・福祉

### 医療関連施設
- つくば保健所（隣市のつくば市にある保健所。つくば市、つくばみらい市、常総市を管轄する）
- 保健福祉センター - 古川1015番地1

### 福祉施設

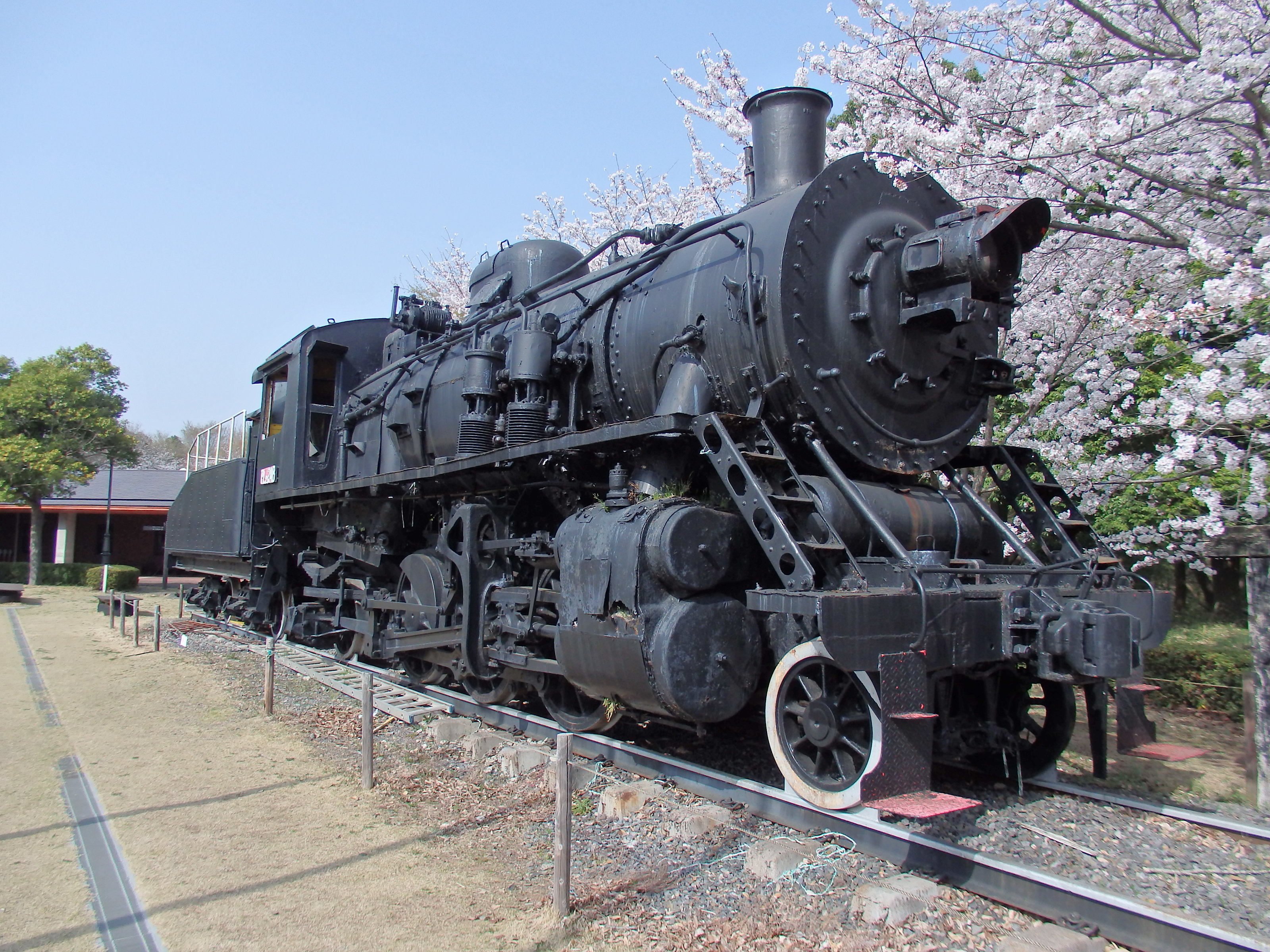
きらくやまふれあいの丘で保存されている南満州鉄道の蒸気機関車

- きらくやまふれあいの丘 - 神生530番地
  - すこやか福祉館
  - 世代ふれあい館
- つくばみらい市社会福祉協議会
  - 本所 - きらくやまふれあいの丘すこやか福祉館内
  - 支所 - 谷和原保健福祉センター内
- 小絹児童館 - 絹の台三丁目1番地4
- みらい平児童館 - みらい平コミュニティセンター内
- 高齢者センター - 小絹907番地1

### 保育所
- つくばみらい市立伊奈第一保育所
- つくばみらい市立伊奈第二保育所
- つくばみらい市立谷和原第一保育所
- つくばみらい市立谷和原第二保育所

私立
- ピジョンランド常総保育園
- みらい平ふたばランド（認定こども園）
- つくば国際はるかぜ保育園
- テンダーラビング保育園みらい平
- あい保育園陽光台
- きらり保育園
- ふれあい第一保育園（旧伊奈第三保育所）
- ふれあい第二保育園（旧伊奈第四保育所）

など

## 交通

### 鉄道
- 中心となる駅：みらい平駅

首都圏新都市鉄道
- つくばエクスプレス
  - みらい平駅

関東鉄道
- 常総線
  - 小絹駅

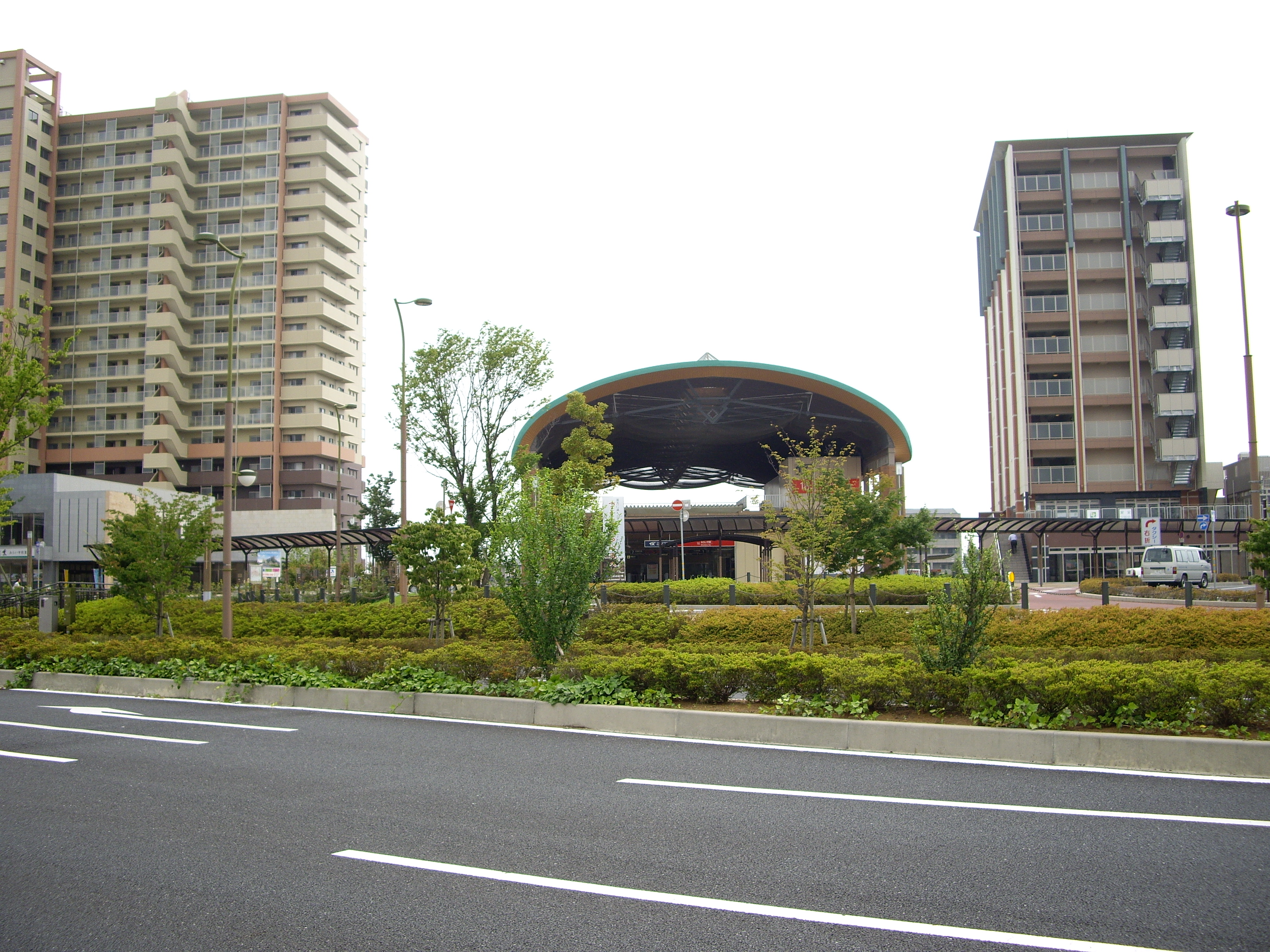
みらい平駅

一部地域では隣接自治体に所在するみどりの駅や新守谷駅、水海道駅が最寄りとなる。

### バス
つくばエクスプレス開業までは、伊奈地区唯一の公共交通機関であった。主に守谷駅・取手駅を発着する路線バスが市内を経由する。また、コミュニティバス「みらい号」が運行されている。
- ■ 関東鉄道
  - 守谷営業所
  - つくば中央営業所
- つくばみらい市
  - コミュニティバス「みらい号」（運行は関東鉄道に委託）
  - きらくやまふれあいの丘〜みらい平駅間の無料シャトルバス

### 道路

#### 高速道路
- 常磐自動車道：谷和原IC

#### 一般国道
- 国道294号

#### 県道
- 茨城県道・千葉県道3号つくば野田線
- 茨城県道19号取手つくば線
- 千葉県道・茨城県道46号野田牛久線
- 茨城県道127号谷田部小張線
- 茨城県道130号常総取手線
- 茨城県道210号谷田部藤代線
- 茨城県道211号高岡藤代線
- 茨城県道328号谷井田稲戸井停車場線
- 茨城県道355号東楢戸真瀬線

#### その他道路
- 常総ふれあい道路
- 都市軸道路

### 都内主要部への連絡
- 秋葉原 - つくばエクスプレス秋葉原駅（終点）下車。所要時間は快速で約40分。
- 東京駅 - つくばエクスプレス秋葉原駅でJR山手線に乗り換え。所要時間は区間快速で約50分。
- 銀座 - つくばエクスプレス北千住駅で東京メトロ日比谷線に乗り換え、銀座駅下車。所要時間は快速で約60分。
- 新宿 - つくばエクスプレス新御徒町駅で都営地下鉄大江戸線に乗り換え、新宿西口駅下車。所要時間は快速で約65分。

### 筑波研究学園都市への連絡
首都圏新都市鉄道つくばエクスプレスつくば駅下車。所要時間はみらい平駅より各駅停車・区間快速で約12分。

## 観光

### 名所・旧跡・観光スポット・祭事
- 板橋不動尊
- 市立歴史公園 ワープステーション江戸
- 間宮林蔵記念館
- 結城三百石記念館

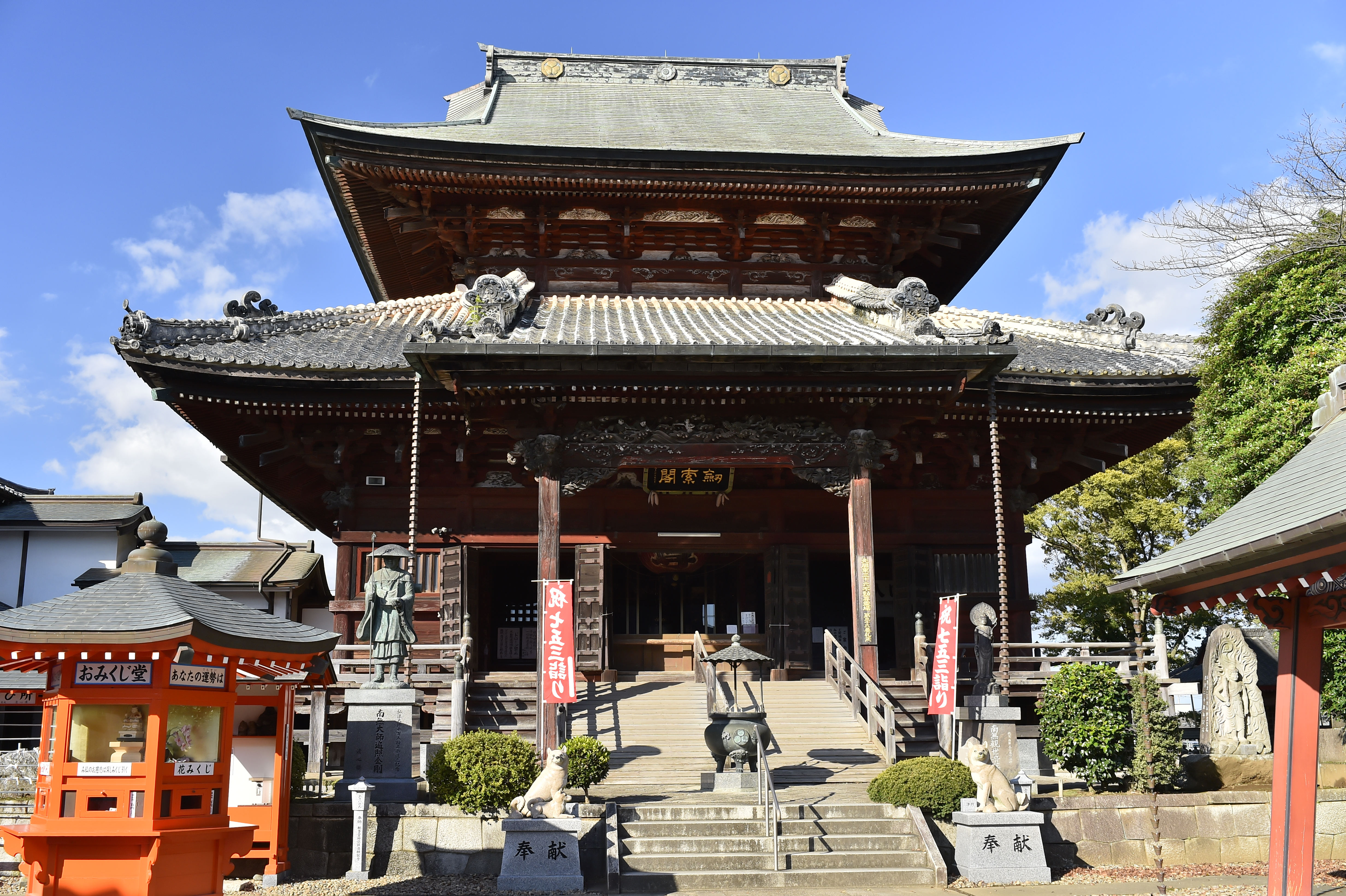
板橋不動尊

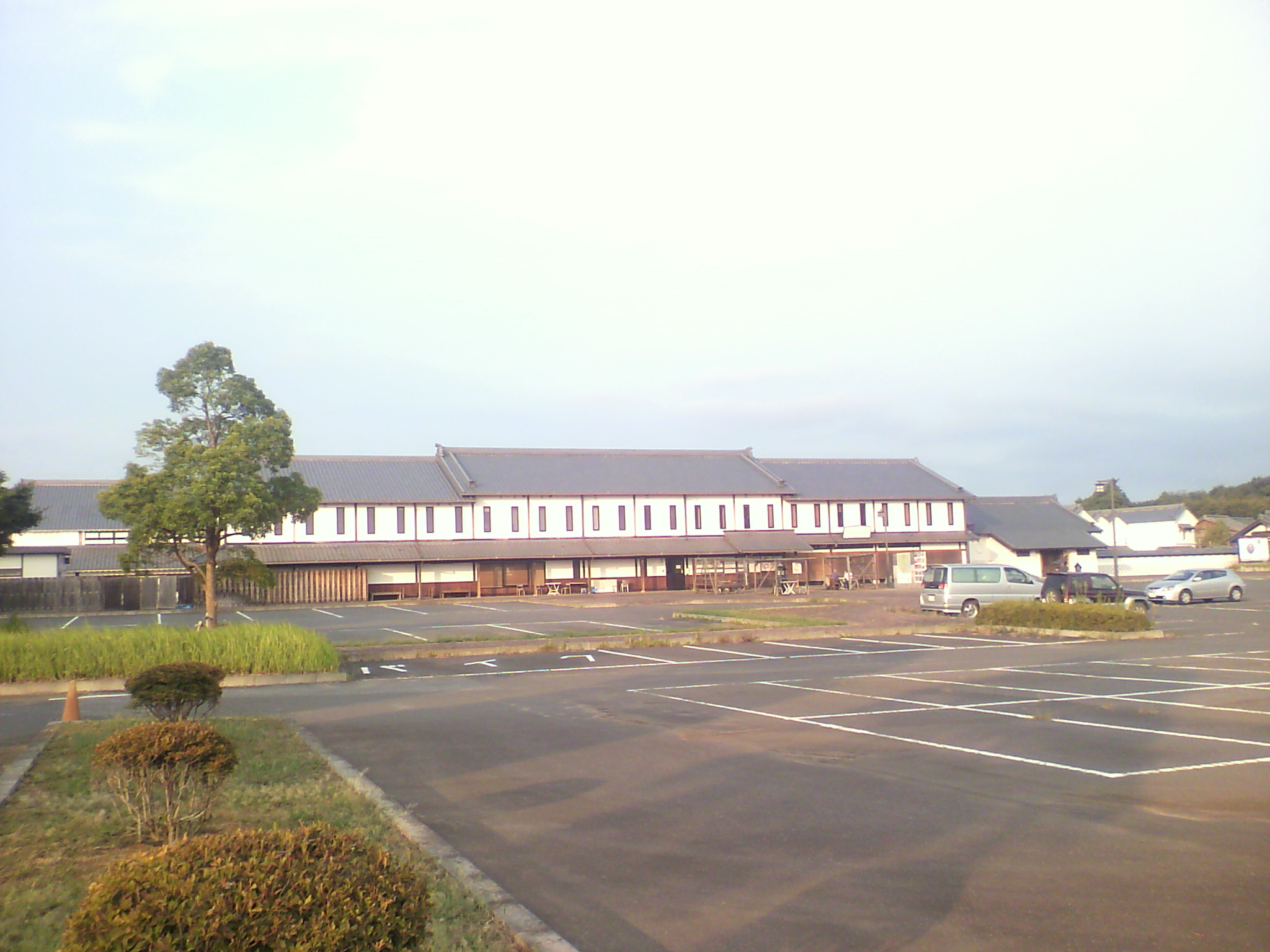
ワープステーション江戸

- 綱火 - 国重要無形民俗文化財（市内には、小張松下流綱火と高岡流綱火の二流派存在する）
- 福岡堰
- 平和の碑（1945年（昭和20年）3月の東京大空襲の際、日本軍の砲撃により被弾したB-29が当時の板橋村大字狸穴（現：つくばみらい市狸穴）に墜落し、その現場に建てられた）

### PR
- 『ふらっと!294』という常総市、つくばみらい市、取手市の観光・地域情報を3人の美少女キャラクターが案内するモバイルアプリケーションが2018年5月1日からリリースされている。つくばみらい市は"筑波未来（みら）"というキャラクター[10]。

## 出身・在住著名人
- 間宮林蔵（江戸時代後期の冒険家。蝦夷地の測量を行った）
- 黒沢英一（農芸化学者。イネの馬鹿苗病の原因毒素（ジベレリン）の発見者）
- 上岡元（岡山放送アナウンサー）
- 山野井智広（競泳・元日本代表）
- 山野井絵理（競泳・元日本代表）
- 田中一弘（レーサー）
- 吉田充宏（プロレスラー）
- ケント・ディカプリオ（プロレスラー）
- 豊嶋邑作（サッカー選手）
- 常陸海光房（元大相撲力士）